# Gorgone eulalia
Gorgone eulalia là một loài bướm đêm trong họ Noctuidae.